# Teorema da velocidade média

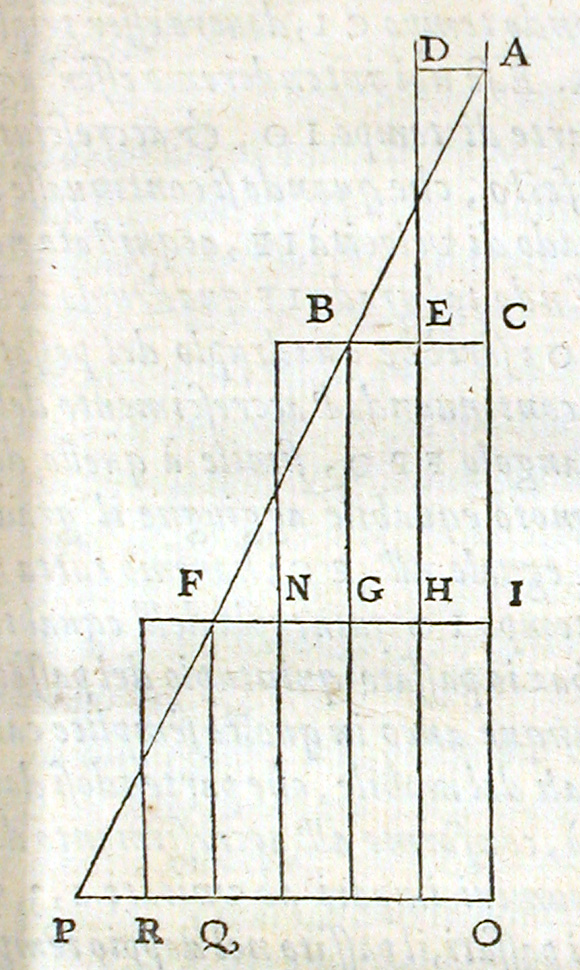
A demonstração de Galileu para o movimento dos corpos em queda (séc. XVII) foi quase igual à demonstração geométrica do teorema do valor médio, por Nicole Oresmes no séc. XVI.

O Teorema da velocidade média foi o maior êxito intelectual dos denominados Calculatores de Merton College, da Universidade de Oxford, na primeira metade do século XIV. Ele também esteve muito presente em escritos de nomes importantes da Universidade de Paris, como Nicole d'Oresme.
Usando uma linguagem cinemática e simplificada, o teorema estabelece que um objeto em movimento uniformemente acelerado percorre, ao fim de um determinado intervalo de tempo, o mesmo espaço que seria percorrido por um objeto que se deslocasse com velocidade uniforme que fosse igual à metade da velocidade final do primeiro. No seu contexto original, a grandeza que variava não era necessariamente a velocidade, os seus autores aplicaram o teorema em contextos muito diversificados. Mais tarde, esse teorema comporia a base da "Lei dos corpos em queda", de Galileu.
Hoje sabemos que as principais propriedades cinemáticas do movimento retilíneo uniformemente variado (MRUV), que ainda são atribuídas a Galileu pelos textos de física, foram descobertas e provadas pelos acadêmicos do século XIV.